# Семехи
Семехи — деревня в Смоленском районе Смоленской области России. Входит в состав Волоковского сельского поселения. Население — 22 жителя (2007 год). 
Расположена в западной части области в 33 км к северо-западу от Смоленска, в 14 км севернее автодороги А141 Орёл — Витебск, на берегу реки Клёц. В 10 км южнее деревни расположена железнодорожная станция Лелеквинская на линии Смоленск — Витебск. 

## История
В годы Великой Отечественной войны деревня была оккупирована гитлеровскими войсками в июле 1941 года, освобождена в сентябре 1943 года. 